# Маццони, Якопо
Якопо Маццони (итал. Jacopo Mazzoni, 1548—1598), также Джакомо Маццони — итальянский писатель и философ.
Последователь платонизма, автор сочинений «De triplici hominum vita, activa nempe, contemplativa et religiosa methodi tres» (1576) и «In universam Platonis et Aristotelis philosophiam praeludia, sive de comparatione Platonis et Aristotelis» (1597).